# 카티 빌헬름
카타리나 "카티" 빌헬름(독일어: Katarina "Kati" Wilhelm, 1976년 8월 2일 ~ )은 독일의 은퇴한 여자 바이애슬론 선수이다.
동독 출신으로, 1983년부터 크로스컨트리 스키 훈련을 받아 크로스컨트리 스키 선수로 활동했다. 독일 대표 크로스컨트리 선수로 1998년 동계 올림픽에 참가한 후, 군인으로 1999년 바이애슬론으로 전향하였다. 바이애슬론으로 바꾼 후 두각을 나타내어 각종 국제 대회에서 상위권에 올랐고, 2002년 동계 올림픽에서 7.5km 스프린트와 계주에서 금메달 2개를 획득, 2관왕에 올랐다. 2006년 동계 올림픽 추적에서 금메달을 얻었다. 2009년 대한민국 평창에서 열린 세계 선수권 대회 개인전과 스프린트에서 우승하는 등 계속 좋은 성적을 냈고, 2010년 동계 올림픽에서 계주 동메달을 획득했다.